# عماسا جي. باركر
عماسا جي. باركر هو محامي وقاضي وسياسي أمريكي، ولد في 2 يونيو 1807 في مقاطعة ليتشفيلد في الولايات المتحدة، وتوفي في 13 مايو 1890 في ألباني في الولايات المتحدة. نشط حزبياً في الحزب الديمقراطي. وقد انتخب عضو جمعية ولاية نيويورك ‏ وانتخب عضو مجلس النواب الأمريكي ‏.